# Ловкий (эсминец, 1905)
«Ловкий» — эскадренный миноносец (контрминоносец) типа «Лейтенант Бураков».

## История строительства
Корабль заложен летом 1905 года на стапеле судоверфи «Форж и Шантье» (Forges et Chantiers de la Méditerranée) в Гавре по заказу Морского ведомства России. 2 (15) апреля 1905 года зачислен в списки судов Балтийского флота, спущен на воду 15 (28) октября 1905 года, вступил в строй в апреле 1906 года. 27 сентября (10 октября) 1907 года официально причислен к подклассу эскадренных миноносцев.

## История службы
В 1912—1913 годах «Ловкий» прошёл капитальный ремонт. Принимал участие в Первой мировой войне, нёс дозорную и конвойную службу, участвовал в постановке минных заграждений, противолодочной обороне. С 25 октября (7 ноября) 1917 года в состав Красного Балтийского флота, с 21 апреля 1921 года в составе Морских сил Балтийского моря. С 9 по 15 апреля 1918 года перешёл из Гельсингфорса в Кронштадт в ходе так называемого Ледового похода. В 1918—1919 годах оборонял Петроград, входил в состав ДОТ.
С 21 марта по 20 мая 1922 года находился в распоряжении Финско-Ладожского отряда судов Морпогрохраны ОГПУ, после чего был выведен из боевого состава и переклассифицирован в учебный эсминец. 5 декабря 1924 года сдан Кронштадтскому военному порту на хранение. 20 июня 1925 года передан Комгосфондов для разоружения, демонтажа и разделки на металл, а 21 ноября 1925 года исключён из списков кораблей РККФ.